# Jenny Marx Longuet
Jenny Marx Longuet, eg. Jenny (Jennychen) Caroline Marx, född 1 maj 1844 i Paris, död 11 januari 1883 i Argenteuil, var en tysk journalist och äldsta dotter till Karl Marx och Jenny von Westphalen.  
Hon skrev i socialistiska tidningar under pseudonymen "J.Williams" och arbetade som språklärare. 
Den 10 oktober 1872 gifte sig Jenny Marx med journalisten och aktivisten Charles Longuet, som hon hade träffat året innan.  
Hon blev mor till fem söner och en dotter. Hennes son Jean Longuet (1876–1938) grundade tidningen Le Populaire.  
Jenny Marx Longuet dog 38 år gammal i urinvägscancer. 